# 난도 무뇨스
페르난도 무뇨스 가르시아(스페인어: Fernando Muñoz García, 1967년 10월 30일, 안달루시아 주 세비야 ~)는 줄여서 난도(스페인어: Nando)로 알려진 스페인의 전직 축구 선수로, 현역 시절 주로 중앙 수비수(오른발잡이로, 측면을 맡기도 했다)로 활약했다.
현역에서 15년을 활약하면서, 그는 4개 구단에서 306번의 라 리가 경기에 출전했는데, 특히 바르셀로나와 레알 마드리드를 모두 거친 것으로 알려져 있다.

## 클럽 경력
세비야 출신으로, 난도는 고향 세비야에서 프로 무대 신고식을 치렀는데, 그의 첫 경기는 1987년 2월 22일, 1-0으로 이긴 아틀레틱 빌바오와의 안방 경기로, 90분을 소화했다. 그는 1990년 여름에 고향을 떠나 바르셀로나로 이적했는데, 계약서에 안달루시아 연고 구단이 재영입할 수 있다는 조항이 있었다. 그는 바르셀로나에서 2년을 보내며 2번의 라 리가 우승과 1992년 유러피언컵 우승을 거두었다. 그는 바르셀로나에서 세비야의 수비수 동료였던 리카르도 세르나와 재회했다.
이후, 난도는 세비야로 복귀했지만, 얼마 지나지 않아 바르사의 숙적 레알 마드리드가 그를 영입했고, 3년 반 동안 불규칙적으로 출전 기회를 잡았는데, 처음 2년 동안 도합 46경기에 출전했고, 3년차부터는 3경기 출전에 그쳐, 1996년 1월에는 에스파뇰로 이적했다. 그는 또다른 카탈루냐 연고 구단 소속으로 2000-01 시즌까지 활약하며 현역 시절에 기록한 2골이 모두 이곳에서 활약하며 터졌다.
난도는 2001년에 거의 34세가 되어 현역에서 은퇴했다.

## 국가대표팀 경력
난도는 바르셀로나 시절에 스페인 국가대표팀 8경기에 출전했다. 그의 첫 국가대표팀 경기는 1990년 9월 12일, 3-0으로 히혼에서 이긴 브라질과의 친선경기였다.

## 수상
바르셀로나
- 라 리가: 1990–91, 1991–92
- 유러피언컵: 1991–92
- 유러피언 컵위너스컵 준우승: 1990–91

레알 마드리드
- 라 리가: 1994–95
- 코파 델 레이: 1992–93
- 수페르코파 데 에스파냐: 1993

에스파뇰
- 코파 델 레이: 1999–2000